# Chiesa di Sant'Ermete (Calceranica al Lago)
La chiesa di Sant'Ermete si trova a Calceranica al Lago in Trentino. Fa parte della zona pastorale Valsugana - Primiero dell'arcidiocesi di Trento. La sua fondazione potrebbe risalire al II secolo e fu interessata da importanti lavori nel XVI secolo. Risulta essere la chiesa più antica della Valsugana e conserva l'importante ara di Diana in calcare bianco.

## Storia

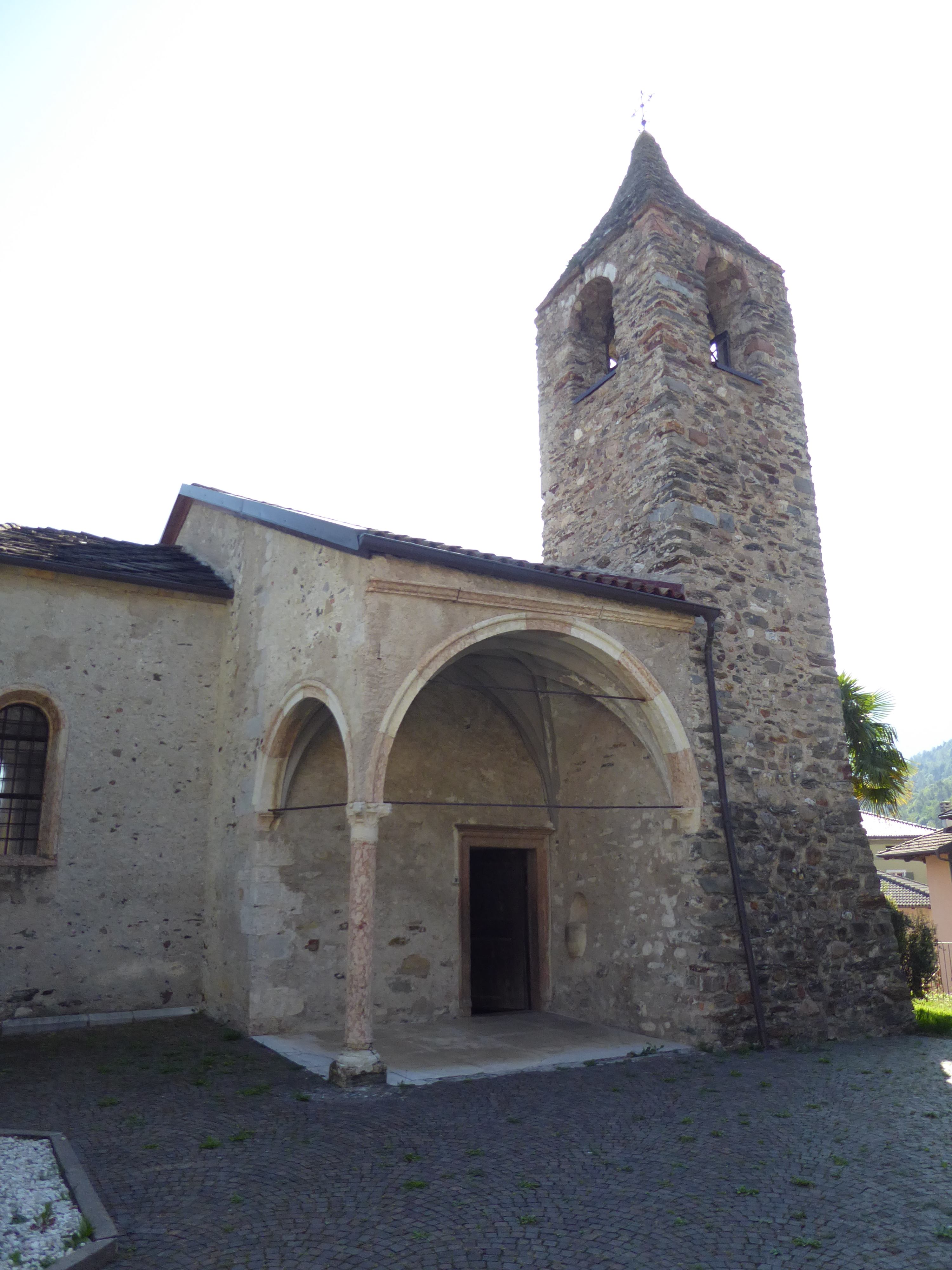
Protiro con un accesso secondario e torre campanaria con particolare copertura che ricorda un trullo

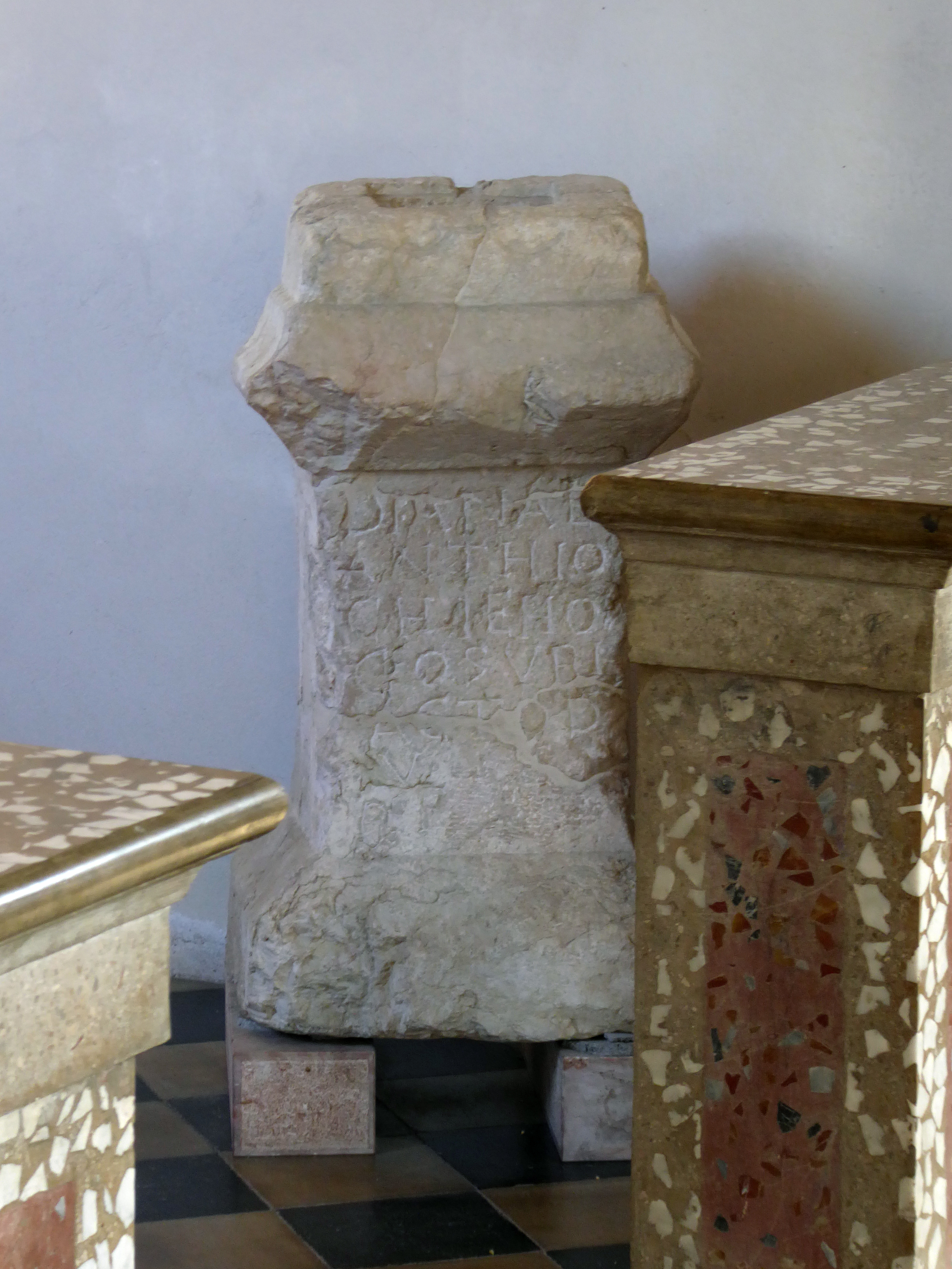
Stele romana dedicata a Diana

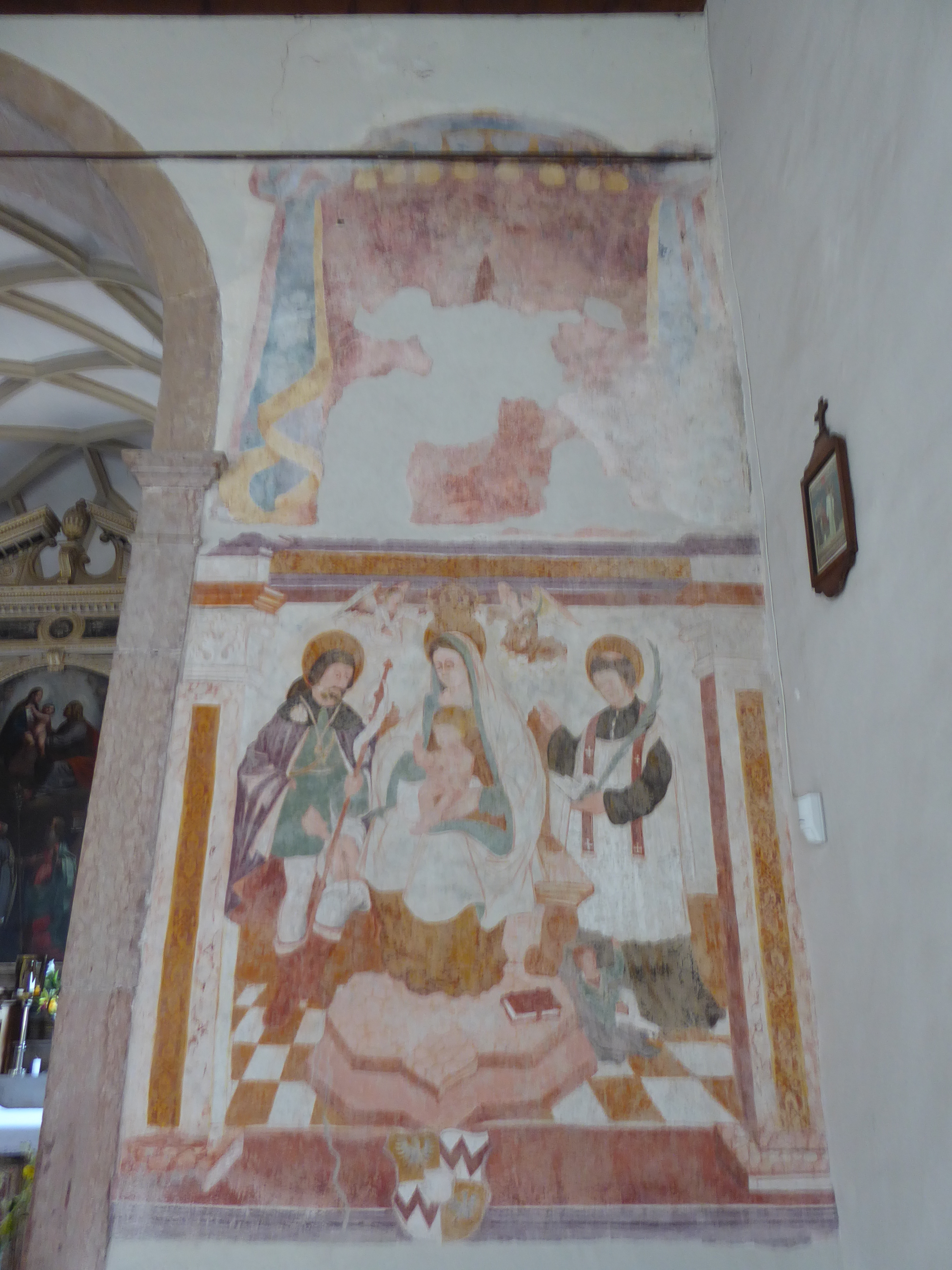
Affreschi presenti nella sala, di fianco all'arco santo. Madonna con Bambino e santi Lorenzo e Rocco e sotto lo stemma della famiglia Trapp

Sul sito dove sorge l'edificio dedicato al culto cattolico di Calceranica è stata rinvenuta un'antica stele dedicata alla dea Diana. La fondazione della chiesa e la sua stessa dedicazione hanno fonti incerte. Potrebbe risalire addirittura al II secolo, al IV secolo o forse all'VIII-IX secolo. Venne citata per la prima volta in un documento del 1346 e risulta essere la più antica chiesa del territorio e tra le prime a divenire pieve nell'intero Trentino.
Nel secondo decennio del XVI secolo l'edificio fu oggetto di importanti lavori di ricostruzione decisi dalla famiglia Trapp. In tale periodo furono aggiunti due portali di accesso  in stile rinascimentale e il protiro, sulla sinistra della struttura. Attorno al 1524 un anonimo pittore arricchì di affreschi raffiguranti vari santi nell'area dell'arco santo.
Nuovi lavori riguardarono gli interni, in particolare le decorazioni, durante il XVIII secolo, ma tali affreschi andarono in seguito perduti. Nel 1786 si registrò il passaggio dell'intera area dalla giurisdizione ecclesiastica della diocesi di Feltre a quella di Trento.
Attorno alla metà del XIX secolo, probabilmente come misura per sanificare la struttura, molti affreschi vennero scialbati, ma nello stesso periodo vennero scoperti altri affreschi sulle pareti della parte presbiteriale.
Tra il 2003 e il 2004 la struttura è stata oggetto di un lavoro di restauro conservativo che ha interessato pareti e parti in pietra, ripulitura e sistemazione delle coperture. Anche l'esterno, nella parte del sagrato, è stato aggiornato con un parapetto.

## Descrizione

### Esterni
La chiesa è orientata verso nord e si trova in posizione elevata nell'abitato di Calceranica.  
La facciata è semplice, a capanna con due spioventi, ed è caratterizzata dalle due grandi monofore ai lati del portale, che è protetto da una piccola tettoia. Sull'architrave del portale sono ricordati i lavori fatti eseguire nel 1512 dalla famiglia Trapp e a lato è presente il loro stemma nobiliare.
Sulla sinistra dell'edificio la torre campanaria in stile romanico ha la cella che si apre con quattro monofore e la copertura è in muratura, a piramide cuspidata. Questa copertura è abbastanza curiosa e ricorda un trullo di Alberobello. Accanto al campanile si trova un protiro con un accesso secondario.

### Interni
La navata interna è unica e la copertura è in legno, piatta. Il presbiterio ha una volta reticolata ed è leggermente rialzato. L'aspetto gotico risale alla ricostruzione del XVI secolo.

### Aspetti artistici e storici
Nella sala molte delle decorazioni ad affresco sono state perdute ma ne restano ancora tracce importanti. A sinistra si può vedere una Crocifissione con santi del 1578 con un'iscrizione quasi cancellata che ricorda il committente, Cristoforo Bottega. Sull'altare si trova una interessante pala. A destra Madonna con Bambino e santi Lorenzo e Rocco, che sotto riporta lo stemma dei Trapp.
Molto importante la presenza di due antiche testimonianze dell'epoca romana, un'ara votiva dedicata alla dea Diana e un cippo.